# Renault CBH
Le Renault CBH est un camion lourd de chantier à trois essieux en version 6x4 et 6×6. Il s'agit du nouveau nom chez Renault Véhicules industriels du modèle Berliet GBH 260 dont il reprend le châssis et toute la chaîne cinématique, au logo de calandre près.

## Caractéristiques
Le Renault CBH est le digne successeur du GBH dont il reprend à l'origine le moteur et la chaîne cinématique. Au cours de sa carrière il sera équipé des moteurs hérités de chez Berliet dans un premier temps puis de moteur Renault de 10 et 12 litres doté de la suralimentation à échangeur. Les puissances s'échelonnent de 210 à 385 chevaux. Avant tout, destiné aux chantiers, équipé d'une benne ou d'un malaxeur à béton par exemple, il se décline en version porteur ou tracteur en configuration 4x2, 4x4, 6x4 et 6x6. 
D'une grande robustesse et fiabilité, il s'effacera néanmoins au profit des camions à cabine avancée jugés plus maniables. 
Dans certains pays ou sur chantiers fermés ce camion a circulé avec des surcharges incroyables.

## Les versions militaires

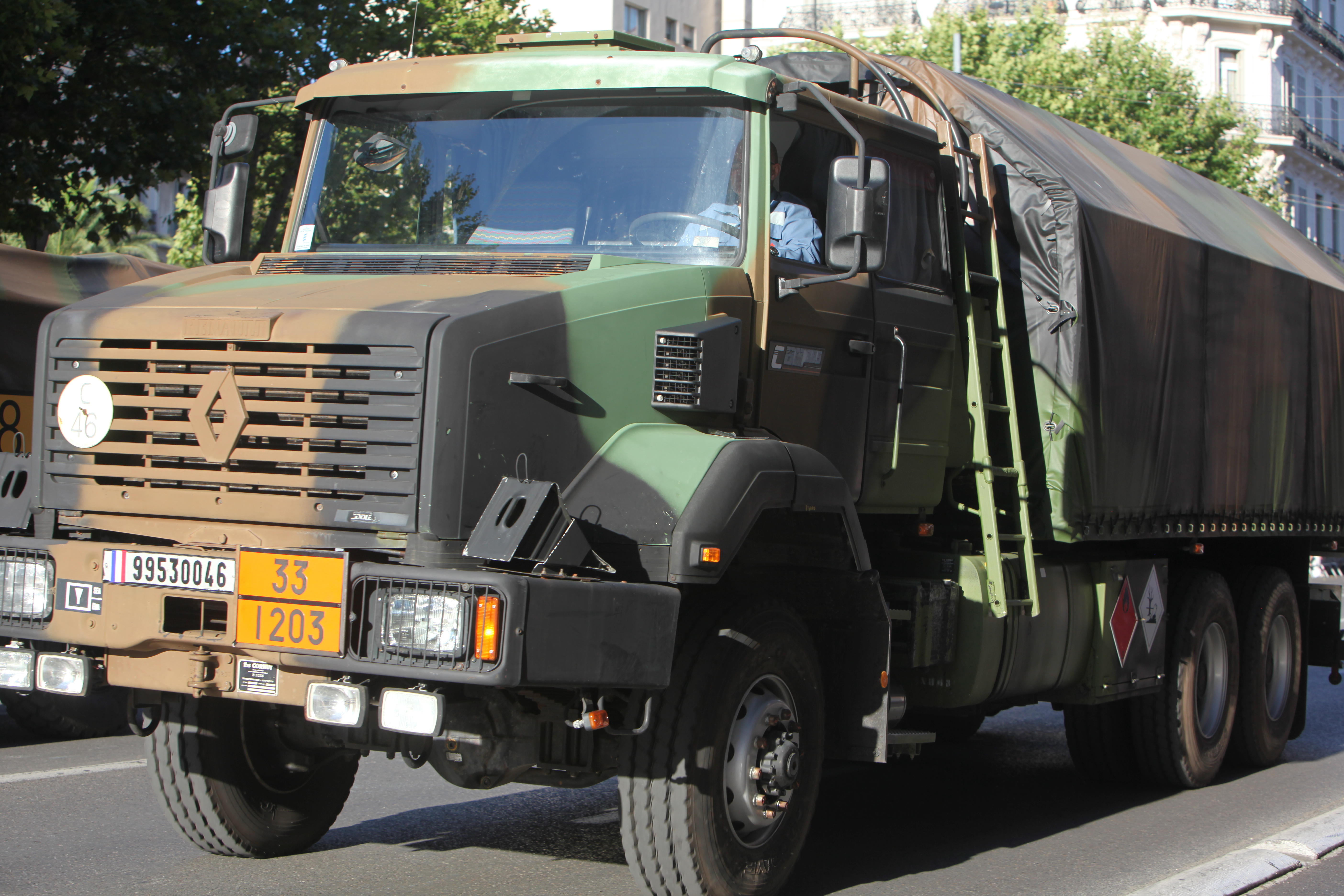
Renault CBH 385 6x6, Service des essences des armées, livré en 1995.

Au côté du GBC 180 qui n'a pas la même base mécanique, le CBH, a été utilisé en tant que tel par l'armée française (CBH 320 6x4 pour le Génie, CBH 385 6x6 pour le Service des essences des armées, toujours en service en 2025 pour ce dernier en taunt que Camion lourd de Dépannage Routier).